# Frederik Lodewijk van Sleeswijk-Holstein-Sonderburg-Beck
Frederik Lodewijk van Sleeswijk-Holstein-Sonderburg-Beck (Beck, 6 april 1653 - Koningsbergen, 7 maart 1728) was van 1719 tot aan zijn dood hertog van Sleeswijk-Holstein-Sonderburg-Beck. 

## Levensloop
Frederik Lodewijk was de tweede zoon van hertog August Filips van Sleeswijk-Holstein-Sonderburg-Beck en diens echtgenote Maria Sibylla, dochter van graaf Willem Lodewijk van Nassau-Saarbrücken.
Op 22 augustus 1676 werd hij benoemd tot kolonel in het Brandenburgse leger. Op 14 oktober 1686 werd hij bevorderd tot generaal-majoor, in 1692 werd hij generaal van de infanterie en in 1697 werd hij generaal van de cavalerie. Op 26 maart 1713 werd hij bevorderd tot generaal-veldmaarschalk. Bovendien was hij vanaf 1698 gouverneur van het vorstendom Minden en vanaf 1701 stadhouder van Pruisen en gouverneur van Königsbergen. In 1721 gaf hij zijn regiment door aan zijn zoon Frederik Willem II. Op 17 januari 1701 werd hij verheven tot ridder in de Orde van de Zwarte Adelaar.
Frederik Lodewijk streed met zijn regiment tijdens de Spaanse Successieoorlog in de Republiek der Zeven Verenigde Nederlanden. Hij vocht in 1708 bij de Slag bij Oudenaarde en in 1709 bij de Slag bij Malplaquet. Ook was hij samen met zijn eenheid betrokken bij de belegeringen van Rijsel (1708), Bergen (1709) en Doornik (1709).
In 1719 volgde hij zijn overleden neef Frederik Willem I op als hertog van Sleeswijk-Holstein-Sonderburg-Beck. In maart 1728 stierf hij op 74-jarige leeftijd. 

## Huwelijk en nakomelingen
Op 1 januari 1685 huwde Frederik Willem met Louise Charlotte (1658-1740), dochter van hertog Ernst Günther van Sleeswijk-Holstein-Sonderburg-Augustenburg. Ze kregen elf kinderen:
- Dorothea (1685-1761), huwde in 1709 met markgraaf George Frederik Karel van Brandenburg-Bayreuth
- Frederik Willem II (1687-1749), hertog van Sleeswijk-Holstein-Sonderburg-Beck
- Frederik Lodewijk (1688-1688)
- Karel Lodewijk (1690-1774), hertog van Sleeswijk-Holstein-Sonderburg-Beck
- Amalia Augusta (1691-1693)
- Filips Willem (1693-1729)
- Louise Albertina (1694-1773), huwde in 1737 met graaf Albrecht Siegmund von Seeguth-Stanisławski, minister in het keurvorstendom Saksen
- Peter August (1697-1775), hertog van Sleeswijk-Holstein-Sonderburg-Beck
- Sophia Henriette (1698-1768), huwde met burggraaf Albrecht Christian von Dohna-Schlobitten-Leistenau
- Charlotte (1700-1785), abdis in de Abdij van Quedlinburg